# Пантелеймон Мутафис
Пантелймон (на гръцки: Παντελεήμων) е гръцки духовник, митрополит на Цариградската патриаршия.

## Биография
Роден е в 1970 година в македонския град Кавала, Гърция, със светското име Ставрос Мутафис (Σταύρος Μουτάφης). Завършва духовно училище в Кавала през 1989 г. и три години по-късно получава диплома от Висшата духовна семинария в Атина. Учи богословие в Солунския университет „Аристотел“, откъдето се дипломира през 1994 г. През 2006 г. завършва следдипломна квалификация в Богословския факултет на Атинския университет. В 2006 година издава труда „Евстратий Никейски за иконите“. Докторант е в катедрата по история и етнология на Тракийския университет „Демокрит“.
От 21 февруари 2013 година е маронийски и гюмюрджински митрополит.